# Svietlahorsk
Svietlahorsk (en biélorusse : Светлагорск, en łacinka : Svietlahorsk) ou Svetlogorsk (en russe : Светлогорск) est une ville de la voblast de Homiel ou oblast de Gomel, en Biélorussie, et le centre administratif du raïon de Svetlahorsk. Svietlahorsk est une ville nouvelle construite dans les années 1960. Sa population s'élevait à 68 550 habitants en 2017.

## Géographie
Svietlahorsk est située sur la rive droite de la Biarezina, à 87 km au nord-ouest de Homiel.

## Histoire
Svietlahorsk a été fondée en 1961 à l'emplacement d'un petit village nommé Šacilki (en biélorusse : Шацілкі). Son essor est dû à la gare ferroviaire sur la ligne Jlobine – Kalinkavitchy et à la construction d'une centrale électrique et d'une usine de fibres synthétiques. Le paysage urbain est de style soviétique, monotone, formé d'immeubles en éléments préfabriqués. Seul le quartier historique de Šacilki rappelle encore les traditionnelles maisons en bois. Svietlahorsk compte également des églises catholiques et orthodoxes.

## Population
Recensements (*) ou estimations de la population :
| 1917 | 1953  | 1959* | 1970*  | 1979*  | 1989*  |
| ---- | ----- | ----- | ------ | ------ | ------ |
| 757  | 2 170 | 5 772 | 40 265 | 54 772 | 69 475 |

| 1999*  | 2009*  | 2014   | 2015   | 2016   | 2017   |
| ------ | ------ | ------ | ------ | ------ | ------ |
| 73 300 | 69 995 | 68 708 | 68 593 | 69 011 | 68 550 |

## Économie
La principale entreprise de la ville est la société Svietlahorsk Chimvalakno qui produit des fibres synthétiques depuis 1964 et emploie 6 000 salariés.

## Jumelage
- Helmstedt (Allemagne) depuis 1991
- Obzor (Bulgarie)
- Bielsk Podlaski (Pologne)
- Ivanteïevka (Russie)
- Kommounar (Russie)
- Kinguissepp (Russie)
- Călărași (Moldavie)
- Călărași (Roumanie)
- Tchernouchka (Russie)
- district de Mendip (Angleterre)

## Galerie

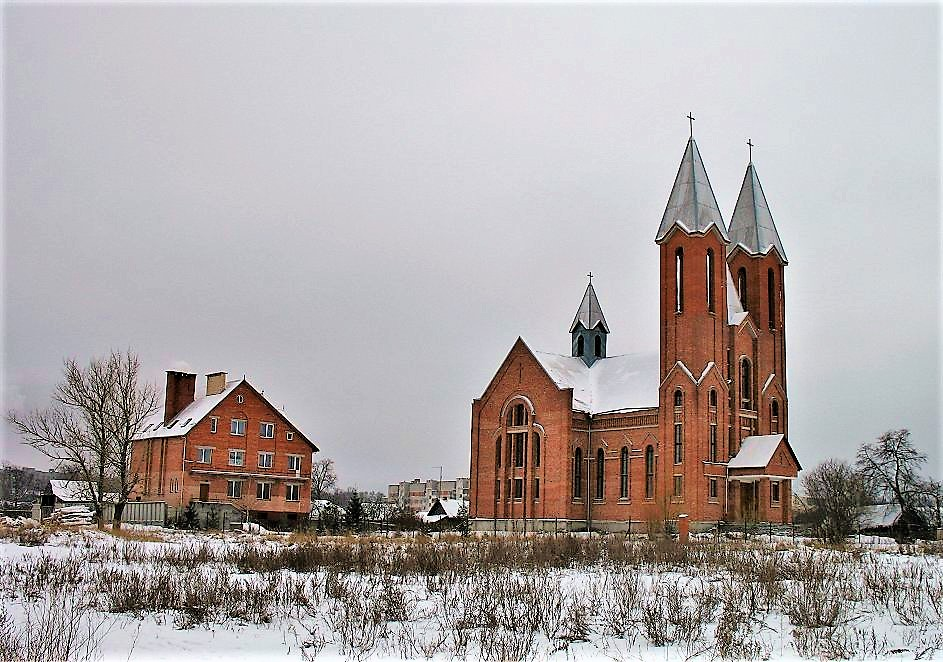
L'église catholique
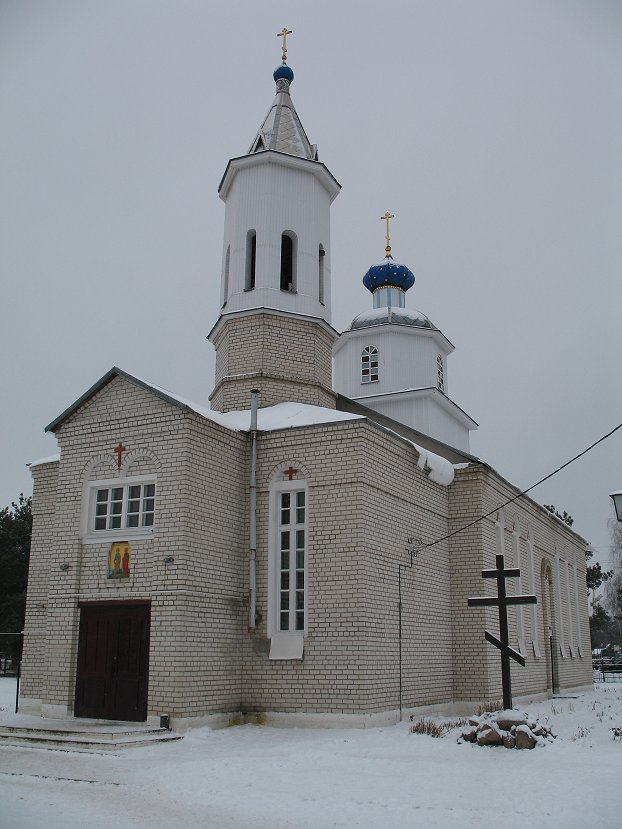
L'église orthodoxe
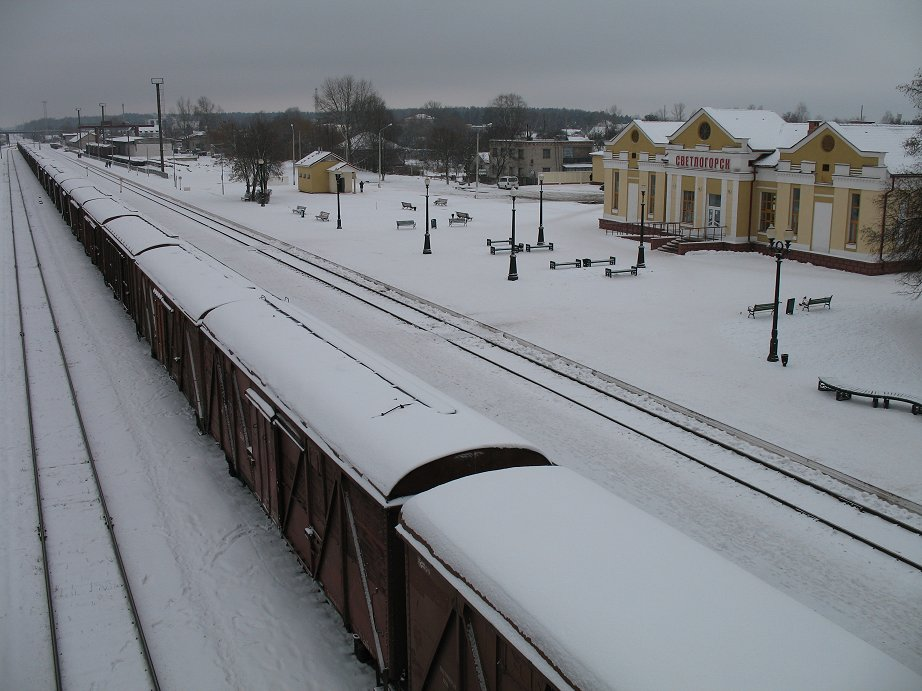
La gare ferroviaire de Svietlahorsk
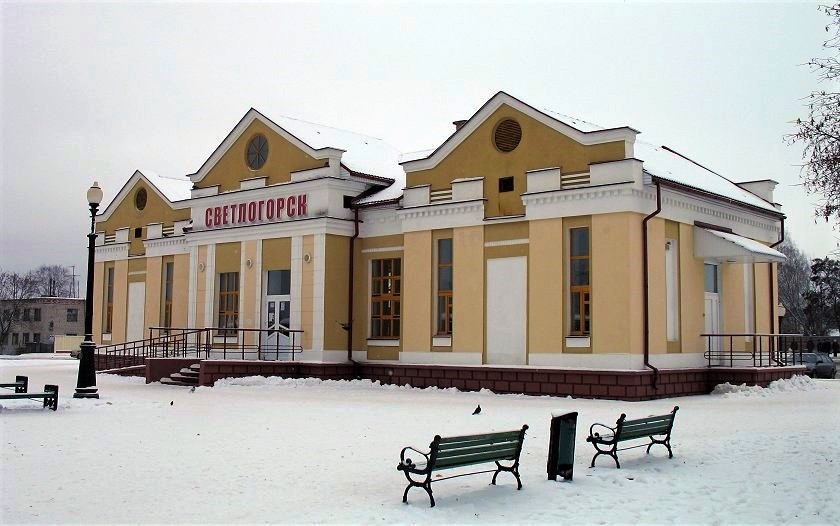
La gare ferroviaire de Svietlahorsk
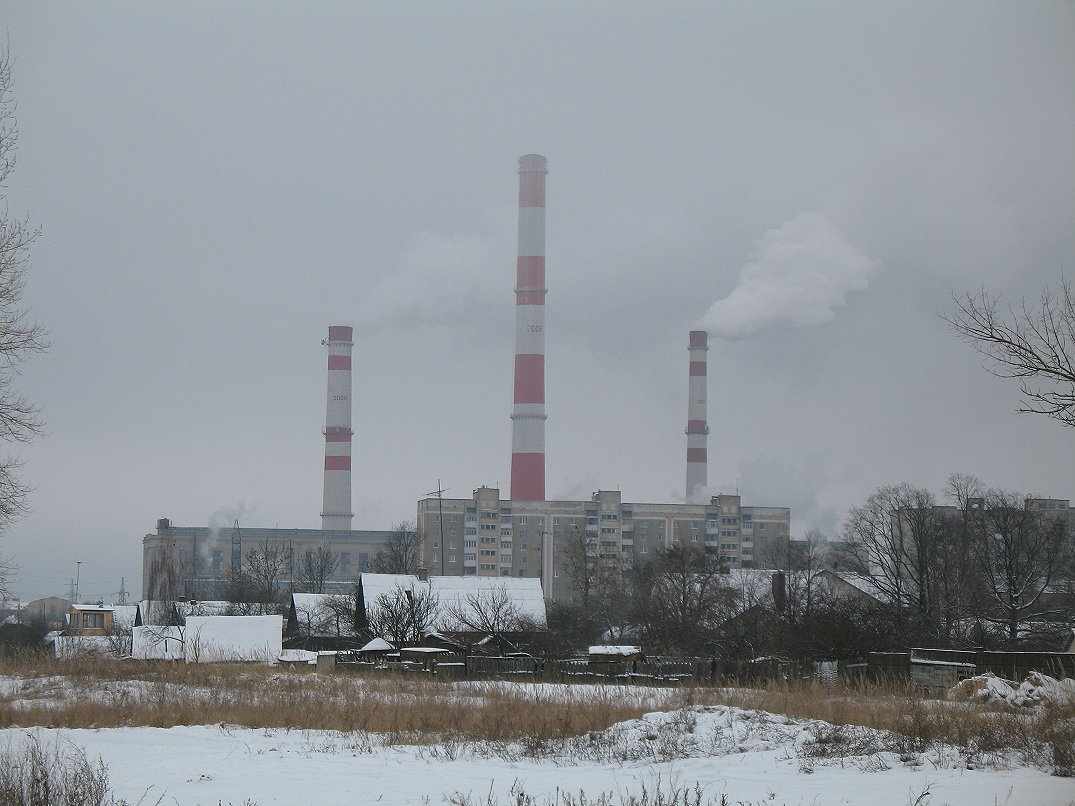
La zone industrielle
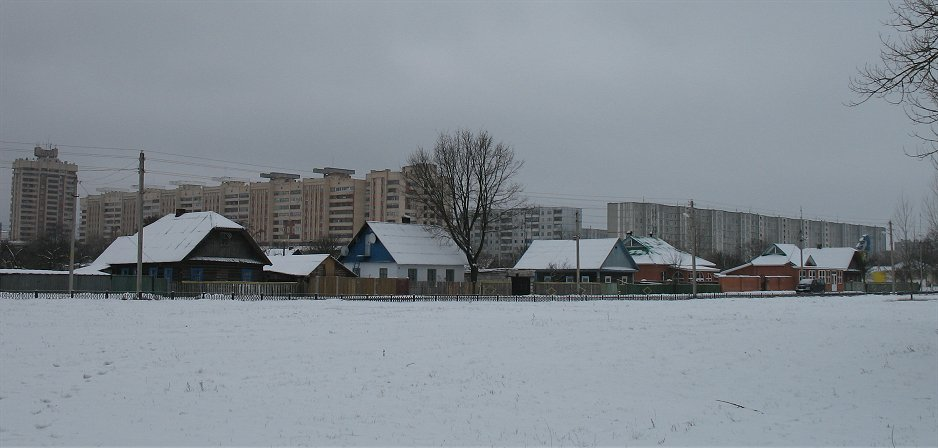
Contrastes architecturaux